# Parti social démocratique du Québec
Le Parti social démocratique (PSD) est un parti politique québécois ayant existé de 1939 à 1961. Il était la branche québécoise du Parti social démocratique du Canada. Le parti a porté le nom de Fédération du Commonwealth Coopératif de 1939 à 1955. 

## Histoire
Branche québécoise du Parti social démocratique du Canada, le parti est créé en 1939 sous le nom de Fédération du Commonwealth Coopératif. Un candidat s'était présenté en 1936 sous cette couleur sans que le parti soit officiellement créé. C'est le parti de gauche majeur dans la période, et un des rares parti qui réussira à élire un député à une époque où l'Union nationale et le Parti libéral du Québec partagent le pouvoir.
Le parti n'arrivera jamais à présenter des candidats dans toutes les circonscriptions, il en présente au maximum 26 sur 90 sièges, et à obtenir des scores significatifs au niveau provincial. Ses différents leaders seront cependant des acteurs majeurs dans l'opinion, ainsi de la féministe Thérèse Casgrain ou du militant syndical Michel Chartrand.
Le parti a présenté des candidats lors de six élections générales, sans jamais dépasser les 3% au niveau de la province. Il réussit à faire élire David Côté dans la circonscription de Rouyn-Noranda lors des élections générales québécoises de 1944, mais le seul élu social-démocrate de l'Assemblée quitte le parti un an plus tard et siège comme indépendant.
Le parti s'est dissous en 1961 lors la création du Nouveau Parti démocratique du Québec (NPDQ). C'est, à ce titre, un des prédécesseurs de Québec solidaire.

### Chefs
- 1939 - 1944 : ?
- 1944 - ? : Romuald Lamoureux[1]
- 1951-1957 : Thérèse Casgrain
- 1957-1960 : Michel Chartrand